# Drosophila wassermani
Drosophila wassermani este o specie de muște din genul Drosophila, familia Drosophilidae, descrisă de Pitnick și Heed în anul 1994. Conform Catalogue of Life specia Drosophila wassermani nu are subspecii cunoscute.